# (26498) Dinotina
(26498) Dinotina est un astéroïde de la ceinture principale.

## Description
(26498) Dinotina est un astéroïde de la ceinture principale. Il fut découvert le 4 février 2000 à San Marcello Pistoiese par Andrea Boattini et Luciano Tesi. Il présente une orbite caractérisée par un demi-grand axe de 3,21 UA, une excentricité de 0,12 et une inclinaison de 6,9° par rapport à l'écliptique.

## Compléments